# Konrad Cramer (Philosoph)
Konrad Niklas Cramer (* 6. Dezember 1933 in Breslau; † 12. Februar 2013 in Göttingen) war ein deutscher Philosoph und Hochschullehrer.

## Werdegang
Der Sohn des Philosophen Wolfgang Cramer studierte nach dem Abitur Philosophie, Soziologie, Rechtswissenschaften, Latinistik und Hispanistik an den Universitäten Innsbruck, München, Tübingen, Frankfurt am Main, Wien und Heidelberg als Stipendiat der Studienstiftung des Deutschen Volkes. 1967 wurde er in Heidelberg bei Hans-Georg Gadamer und Dieter Henrich mit einer Studie zur Kritik der reinen Vernunft zum Dr. phil. promoviert.
Bis 1974 arbeitete er als wissenschaftlicher Assistent am dortigen philosophischen Seminar. 1975 folgte die Habilitation. Nach einer zweijährigen Tätigkeit als Hochschuldozent nahm Cramer 1977 einen Ruf als ordentlicher Professor an die Pädagogische Hochschule Westfalen-Lippe, Abteilung Münster, an. 1980 wechselte er als Professor für Philosophie an die Universität Münster. Zwei Jahre darauf erhielt Cramer einen Ruf an die Georg-August-Universität Göttingen, wo er bis zu seiner Emeritierung als Ordinarius für Philosophie forschte und lehrte. 
Von 1970 bis 1975 war er zudem Sekretär der Internationalen Hegel-Vereinigung. Darüber hinaus wirkte er einige Jahre lang in verschiedenen Arbeitskreisen der Fritz Thyssen Stiftung mit. 1991 wurde er zum Gutachter für die Koordinierungs- und Abwicklungsstelle für die Institute und Einrichtungen der ehemaligen Akademie der Wissenschaften der DDR berufen. Er gehörte der Besetzungskommission zur Neuordnung der Fächer Philosophie und Politikwissenschaften an der Martin-Luther-Universität Halle-Wittenberg und der dortigen Berufungskommissionen zur Besetzung von C4-Gründungsprofessuren im Fach Philosophie an.
Außerdem übernahm Cramer zahlreiche Gastprofessuren wie 1991/92 an der Universität Halle-Wittenberg, 1993/94 an der Humboldt-Universität Berlin sowie 1996 und 1998 an der philosophischen Abteilung des Institut d’Estudis Catalans in Barcelona. 1999 wurde er erster Inhaber der Christian-Wolff-Stiftungsprofessur an der Universität Halle-Wittenberg.

## Werk
Cramer spezialisierte sich auf die Geschichte der Neueren Philosophie von Descartes bis Husserl. Weitere Schwerpunkte seiner Arbeit bildeten Fragen der Subjektivität, der Metaphysik, der Philosophischen Theologie und der Ethik. Cramer forschte und publizierte zu Immanuel Kant, Baruch Spinoza, Thomas Hobbes, Georg Wilhelm Friedrich Hegel, Gottfried Wilhelm Leibniz, Friedrich Schleiermacher, Edmund Husserl, Hermann Cohen und Paul Natorp. 1998 betreute er als Vorsitzender der Leitungskommission der Akademie der Wissenschaften zu Göttingen die Akademie-Ausgabe der Schriften Kants. Als Mitherausgeber betreute er von 1971 bis 1985 die Neuen Hefte für Philosophie sowie einzelne Bände der Monographienreihe Neue Studien für Philosophie sowie ab 1996 die kritische Gesamtausgabe der Schriften Schleiermachers.

## Ehrungen und Mitgliedschaften
- 1970–1975 Sekretär der Internationalen Hegel-Vereinigung
- 1983 Ehrenmitglied Zentrum für ethische Forschung Dr. Riziero Frondizi, Buenos Aires
- 1987 Ehrenmitglied des "Centro de Investigaciones Éticas" der "Cuadernos de Ética" an der Nationaluniversität Buenos Aires
- 1997 Ordentliches Mitglied der Akademie der Wissenschaften zu Göttingen
- 1998 Verleihung der Erinnerungsmedaille der Medizinischen Fakultät der Jagiellonen-Universität Krakau
- 1999 Mitglied des wissenschaftlichen Beirats der Internationalen Schleiermacher-Gesellschaft
- Ehrendoktor der Universität von Halle-Wittenberg

## Schriften
- Materialien zu Kants „Kritik der praktischen Vernunft“, (mit Rüdiger Bittner), Frankfurt am Main 1975.
- Nicht-reine synthetische Urteile a priori. Ein Problem der Transzendentalphilosophie Immanuel Kants, Heidelberg 1985.
- Kant, Bogotá 1987.

### Herausgeberschaften
- Spinozas Ethik und ihre frühe Wirkung. Vorträge gehalten anlässlich des 8. Wolfenbütteler Symposions vom 6.–8. Dezember 1979 in der Herzog August Bibliothek. Herzog August Bibliothek, Wolfenbüttel 1981.
- Theorie der Subjektivität: Dieter Henrich zum 60. Geburtstag. Suhrkamp, Frankfurt am Main 1990.
- mit Christian Beyer: Edmund Husserl 1859-2009. Beiträge aus Anlass der 150. Wiederkehr des Geburtstages des Philosophen. Internationales Symposium im November 2009 veranstaltet von der Akademie der Wissenschaften zu Göttingen in Verbindung mit dem Philosophischen Seminar der Georg-August Universität. De Gruyter, Berlin/Boston 2011.
- mit Titus Oliver Cramer: Wolfgang Cramer: Die absolute Reflexion: Schriften aus dem Nachlaß. Klostermann, Frankfurt am Main 2012.